# بعيدا عنها
بعيدا عنها (بالإنجليزية: Away from Her)‏ هو فيلم دراما تم إنتاجه في كندا وصدر في سنة 2006. الفيلم من إخراج سارة بولي وكتابة سارة بولي. من بطولة جولي كرستي وأولمبيا دوكاكيس.

## الميزانية والإيرادات
حقق أرباحا تقدر بـ 9,194,283 دولار.

## وصلات خارجية
- بعيدا عنها على موقع IMDb (الإنجليزية)
- بعيدا عنها على موقع ميتاكريتيك (الإنجليزية)
- بعيدا عنها على موقع روتن توميتوز (الإنجليزية)
- بعيدا عنها على موقع نتفليكس (الإنجليزية)
- بعيدا عنها على موقع ألو سيني (الفرنسية)
- بعيدا عنها على موقع Turner Classic Movies (الإنجليزية)
- بعيدا عنها على موقع أول موفي (الإنجليزية)
- بعيدا عنها على موقع بوكس أوفيس موجو (الإنجليزية)
- بعيدا عنها على موقع فيلمافينيتي (الإسبانية)
- بعيدا عنها على موقع قاعدة بيانات الأفلام السويدية (السويدية)